# Tupi (Volk)

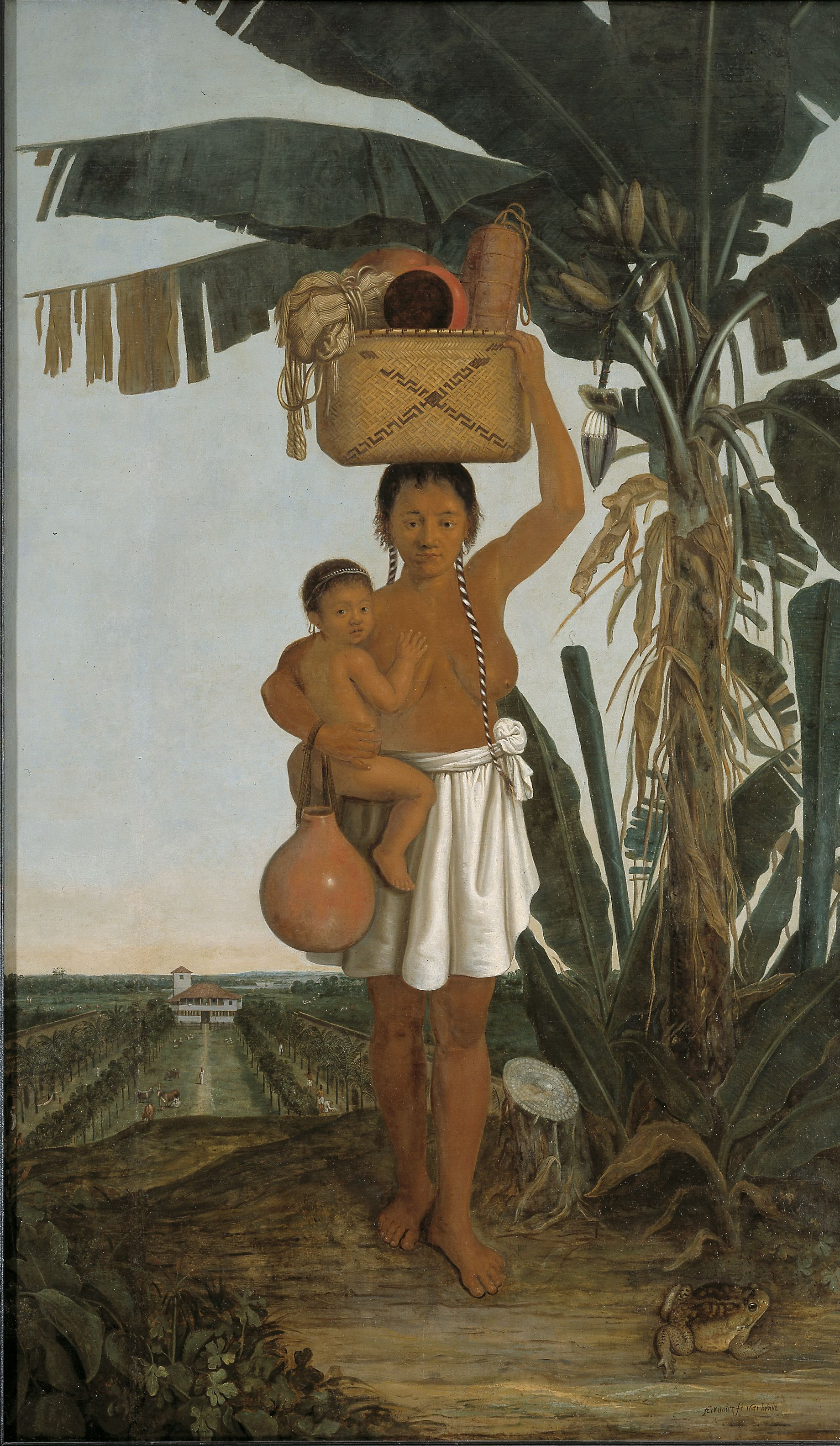
Eine Tupi-Frau, Gemälde von Albert Eckhout (1610–1665)

Die Tupi (portugiesisch: tupi, spanisch: tupí; Aussprache [tu'pi]) waren – neben den verwandten Guaraní – eine der größten Ethnien Brasiliens vor der Kolonialzeit und besiedelten zur Zeit der portugiesischen Eroberung (Conquista) mit den beiden Untergruppen Tupinambá und Tupiniquim weite Teile der brasilianischen Atlantikküste.

## Beschreibung
Die Tupi bildeten keine politische Einheit, sondern zerfielen in eine Reihe regionaler ethnischer Gruppen. Sie bauten Häuser aus Holz und Palmstroh (maloca) und lebten in von Palisaden umschlossenen Dörfern (taba). Die Tupi lebten hauptsächlich von der Landwirtschaft – insbesondere Maniok und Mais – und vom Fischfang.
Den Europäern bekannt waren sie vor allem durch Berichte über ihren Kannibalismus, den Hans Staden 1557 in seinem ausführlichen Bericht beschrieb, ihre ständigen Kriege mit Nachbarvölkern, ihr Nacktsein und ihre sexuelle Freizügigkeit. Einige der überlieferten Berichte – insbesondere zum Ausmaß des Kannibalismus – werden von Forschern inzwischen angezweifelt.
Ihre Ursprünge waren vermutlich in Amazonien, von wo aus sie sich vor etwa 3000 Jahren bis an die Atlantikküste ausbreiteten und die Völker der Macro-Ge dabei von der Küste ins Landesinnere trieben. Als sie die brasilianische Küste eroberten, trafen sie im Norden auf die Kariben in Französisch-Guayana und im Süden auf die Guaraní im Süden Brasiliens. Um 1500, bei der Ankunft der ersten Portugiesen, belief sich die Bevölkerungszahl auf schätzungsweise eine Million. Es ließen sich Volksstämme von jeweils etwa 300 bis 2000 Menschen unterscheiden, Beispiele sind die Tupinambá und die Potyguara.
Der Kolonialismus des sechzehnten Jahrhunderts bedeutete für viele Tupi, wie auch andere Indigene der Region, Versklavung oder physische Vernichtung. Andere wurden von Jesuiten missioniert und mit der Zeit assimiliert. Ihre Sprache, das Tupi, diente noch bis zur Vertreibung der Jesuiten 1759, ähnlich wie bis heute das Guaraní in Paraguay, als allgemeine Verkehrssprache in Brasilien, auch für die weißen Siedler.
Im Nordosten Brasiliens machten die Tupi einen großen Anteil der Vorfahren der heutigen portugiesischsprachigen Bevölkerung aus. Nachkommen leben heute vor allem in Paraíba, Pernambuco und Espírito Santo.